# Pita Alatini
Pas d'image ? Cliquez ici

a Compétitions nationales et continentales officielles uniquement.

b Matchs officiels uniquement.
Dernière mise à jour le 5 février 2019.
 Pita Faiva-ki-moana Alatini est né le 11 avril 1976 à Nuku'alofa (Tonga). C’est un ancien joueur de rugby à XV, qui a évolué avec l'équipe des Tonga et l'équipe de Nouvelle-Zélande. Il évolue au poste de trois-quarts centre (1,79 m pour 90 kg).

## Carrière

### En clubs et provinces
- 1995-1996 : Counties Manukau (NPC)  Nouvelle-Zélande
- 1997-1998 : Southland (NPC)  Nouvelle-Zélande
- 1999-2001 : Otago (NPC)  Nouvelle-Zélande
- 2002-2005 : Wellington (NPC)  Nouvelle-Zélande
- 2004-2006 : Suntory Sungoliath (Top League)  Japon
- 2006-2013 : Kamaishi Seawaves (Top League Est A)  Japon

### En franchise
- 1996 : Crusaders (Super Rugby)  Nouvelle-Zélande
- 1997 : Chiefs (Super Rugby)  Nouvelle-Zélande
- 1998-2001 : Highlanders (Super Rugby)  Nouvelle-Zélande
- 2002-2003 : Hurricanes (Super Rugby)  Nouvelle-Zélande

### En équipe nationale
Il a joué avec l’équipe de Nouvelle-Zélande des moins de 21 ans (1997).
Il a disputé son premier test match avec les Blacks, le 26 juin, 1999 contre l'équipe de France à Wellington.
Pita a disputé deux matchs de la coupe du monde de rugby 1999.
Les tournées ont plutôt mal réussi à ce centre vif et crocheteur qui a formé un joli duo en attaque avec Tana Umaga en 2001. Lors de la tournée de l’automne 2000, il se voit préféré Daryl Gibson pour les tests contre la France alors qu’il avait été titulaire toute la saison et lors de celle de fin de saison 2001, il assiste à l’éclosion d’Aaron Mauger. Il n’a pas reparu depuis en équipe nationale, Mauger et Daniel Carter lui étant successivement préférés.

## Palmarès
- 72 matchs de Super 12/14
- 191 matchs de haut niveau (province, Super 12 et All-Blacks), 61 essais
- 20 sélections avec les All-Blacks  (dont 17 test matchs)
- Sélections par année : 4 en 1999, 7 en 2000, 9 en 2001

## Statistiques

### En équipe nationale
De 1999 à 2001, Pita Alatini compte 17 sélections avec les All-Blacks, inscrivant 30 points. Avec les Kiwis, il dispute une Coupe du monde en 1999. Il participe à deux éditions du Tri-nations en 2000 et 2001.